# Olof Ljunggren (direktör)
Olof Ljunggren, född 5 januari 1933 i Eskilstuna, död 5 maj 2017, var en svensk företagsledare.
Olof Ljunggren blev juris kandidat vid Stockholms högskola 1959, var sekreterare i Tidningarnas Arbetsgivareförening 1959–1962, verkställande direktör där 1962–1966, vice verkställande direktör för Allers Förlag AB 1967–1972, verkställande direktör där 1972–1974, verkställande direktör för Svenska Dagbladet 1974–1978, verkställande direktör för Svenska Arbetsgivareföreningen 1978–1989 och vd SPP en kort tid 1993. Han var styrelseordförande för Svenska Dagbladet 1988–1991, för Askild & Kärnekull förlag 1971–1974, för Liber från 1990, för Folk och försvar 1978–1983 och för stiftelsen Positiva Sverige från 1990 samt dessutom ledamot i ett flertal företagsstyrelser.[källa behövs]
Under sin tid som vd för SAF var han aktiv i debatten om löntagarfonderna som avgjordes 1984.

## Utmärkelser
- Kommendörstecknet av Finlands Vita Ros’ orden,  1982[2]
- Hans Majestät Konungens medalj i guld av 12:e storleken i Serafimerordens band,  1987
- Kommendör av kungliga norska förtjänstorden,  1987[3]

[Redigera Wikidata]